# Бюск (коммуна)
Бюск (фр. Busque, окс. Buscas) — коммуна во Франции, находится в регионе Юг — Пиренеи. Департамент — Тарн. Входит в состав кантона Гроле. Округ коммуны — Кастр.
Код INSEE коммуны — 81043.

## География
Коммуна расположена приблизительно в 570 км к югу от Парижа, в 50 км северо-восточнее Тулузы, в 23 км к юго-западу от Альби.
Около половины территории коммуны занимают виноградники.

## Климат
Климат умеренно-океанический. Зима мягкая и дождливая, лето жаркое с частыми грозами. Ветры довольно редки.

## Население
Население коммуны на 2010 год составляло 728 человек.
| 1962 | 1968 | 1975 | 1982 | 1990 | 1999 | 2010 |
| ---- | ---- | ---- | ---- | ---- | ---- | ---- |
| 241  | 233  | 360  | 459  | 552  | 579  | 728  |

## Администрация
| Период | Период | Фамилия          | Партия | Примечания |
| ------ | ------ | ---------------- | ------ | ---------- |
| 2001   | 2014   | Клод Ольмьер     |        |            |
| 2014   | 2020   | Мари-Франс Момжа |        |            |

## Экономика
В 2007 году среди 463 человек в трудоспособном возрасте (15—64 лет) 343 были экономически активными, 120 — неактивными (показатель активности — 74,1 %, в 1999 году было 69,8 %). Из 343 активных работали 317 человек (179 мужчин и 138 женщин), безработных было 26 (11 мужчин и 15 женщин). Среди 120 неактивных 26 человек были учениками или студентами, 53 — пенсионерами, 41 были неактивными по другим причинам.